# Fútbol en la República Checa

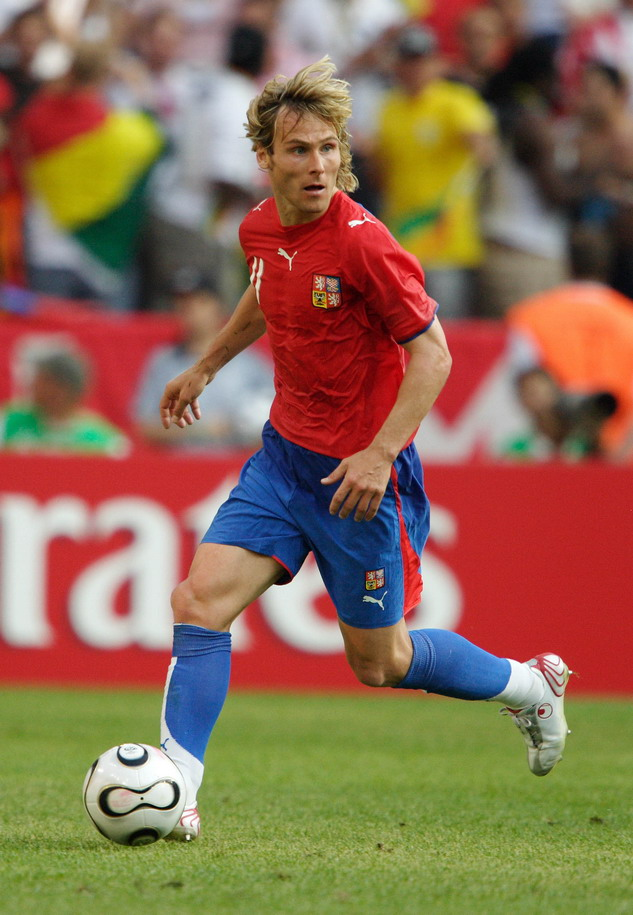
Pavel Nedvěd, uno de los mejores futbolistas checos de la historia, ganó el Balón de Oro en 2003.

El fútbol es el deporte más popular en la República Checa, al igual que lo era en la extinta Checoslovaquia. La Federación de Fútbol de la República Checa (FAČR) es el máximo organismo del fútbol profesional en la República Checa y fue fundada en 1901, aunque se afilió a la FIFA en 1907 y a la UEFA en 1954. La FAČR organiza la Gambrinus liga —la primera y máxima competición de liga del país— y la Copa de la República Checa, y gestiona la selección nacional masculina y femenina. En la República Checa existen 4.108 clubes de fútbol y 686.257 fichas federativas.
El AC Sparta Praga es el equipo más exitoso del país, con 11 títulos de liga checa y 21 de la extinta Primera División de Checoslovaquia, además de tres victorias en la otrora prestigiosa Copa Mitropa.
El mayor logro en la historia del fútbol checa fue el subcampeonato de Europa de la selección nacional en la Eurocopa 1996 celebrada en Inglaterra, donde perdió en la final ante Alemania por 2-1 en la prórroga. La selección checoslovaca, antecesora de la checa, ganó la Eurocopa 1976 y fue subcampeona del mundo en dos ocasiones. Pavel Nedvěd es el único jugador checo que ha recibido un Balón de Oro, en 2003, aunque Josef Masopust también lo logró en 1962 con Checoslovaquia.

## Competiciones oficiales entre clubes

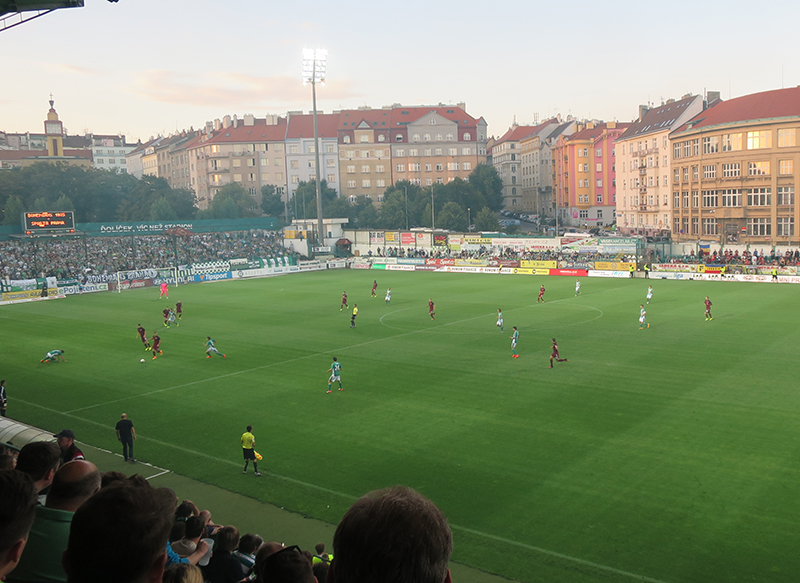
Uno de los varios derbis de Praga, en la imagen Bohemians y Sparta en un partido de 2016.

- Synot liga: es la primera división del fútbol checo. Fue fundada en 1993 y está compuesta por 16 clubes.
- 2. liga: es la segunda división en el sistema de ligas checo. Está compuesta por 16 clubes, de los cuales dos ascienden directamente a la Synot liga.
- Liga de Fútbol de Bohemia y Liga de Fútbol de Moravia-Silesia: es la tercera división en el sistema de ligas de la República Checa. El número de clubes es de 18 (Bohemia) y 16 equipos (Moravia-Silesia).
- Cuarta División de la República Checa: es la cuarta división en el sistema de ligas de la República Checa. El número de clubes es de 80 equipos repartidos en cinco grupos.
- Copa de la República Checa: es la copa nacional del fútbol checo, organizada por la Federación de Fútbol de la República Checa y cuyo campeón tiene acceso a disputar la UEFA Europa League.
- Supercopa de la República Checa: competición que enfrenta al campeón de la Gambrinus liga y al campeón de Copa.

## Selecciones de fútbol de la República Checa

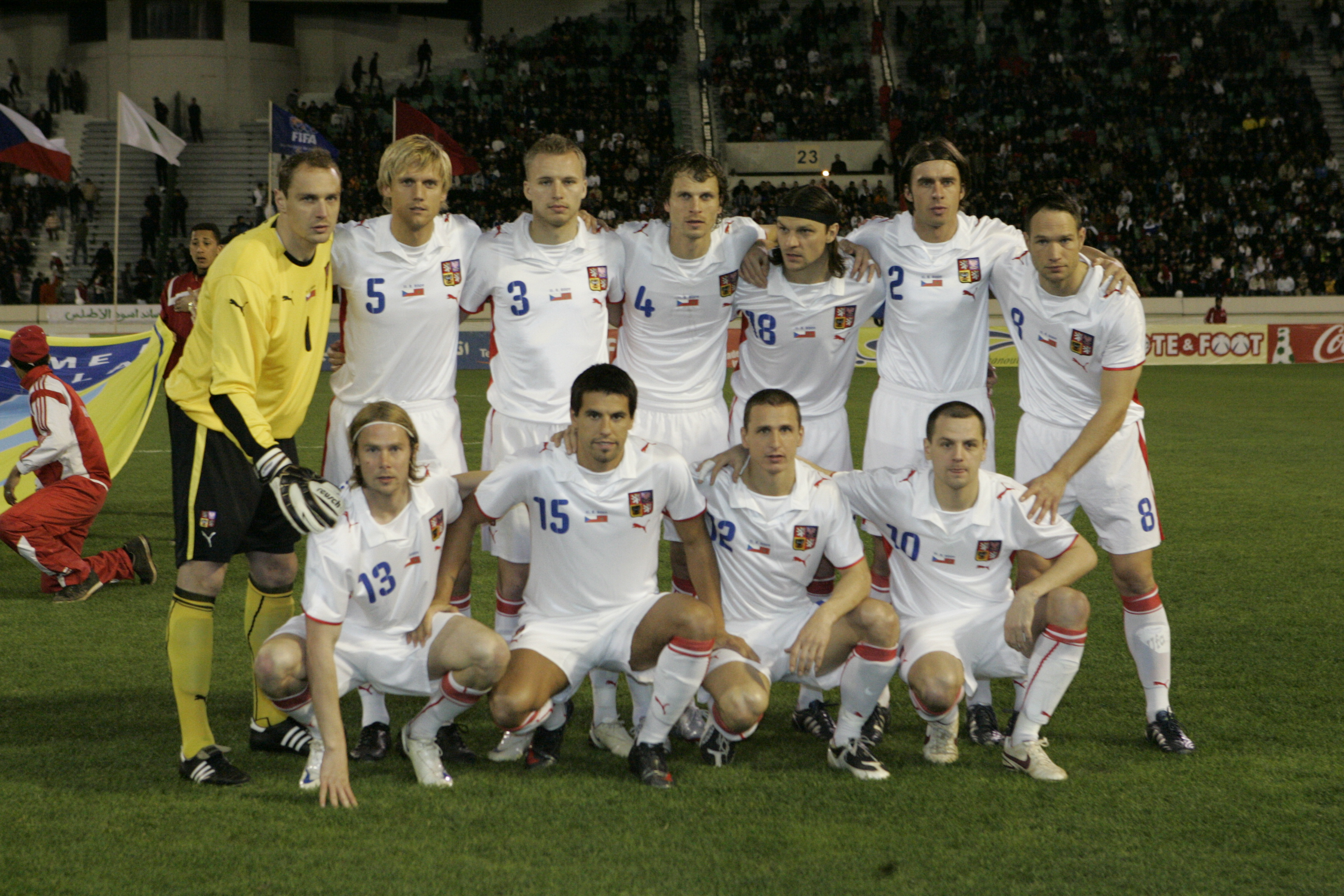
La selección checa en un partido ante en 2009.

### Selección absoluta de la República Checa
La selección de la República Checa, en sus distintas categorías está controlada por la Federación de Fútbol de la República Checa.
El equipo checo disputó su primer partido oficial el 23 de febrero de 1994 en Estambul ante Turquía, partido que se resolvió con victoria de los checos por 1-4.
La República Checa ha logrado clasificarse para una Copa del Mundo de la FIFA y cinco Eurocopas. El mayor logro del combinado checo fue la final alcanzada en la Eurocopa 1996 de Inglaterra, enfrentándose en la final ante Alemania y eliminando previamente a Portugal y Francia. El 30 de julio de 1996, en el Estadio de Wembley, la selección checa perdió ante la alemana por 2-1, tras adelantarse en el marcador con gol de Patrik Berger, llegando hasta la prórroga y cayendo en la misma con un gol de oro de Oliver Bierhoff en el minuto 95. Al año siguiente participó en la Copa FIFA Confederaciones celebrada en Arabia Saudí, cayendo eliminada en las semifinales a manos de Brasil por 2-0.
En la época en la que el país pertenecía a Checoslovaquia, la selección nacional logró la victoria en la Eurocopa 1976 ante Alemania en la tanda de penaltis, gracias al famoso penalti de Antonin Panenka. El equipo checoslovaco se clasificó para la Copa del Mundo en ocho ocasiones, finalizando subcampeón en las ediciones de 1934 y 1962, y para la Eurocopa en otras tres. 

### Selección femenina de la República Checa
La selección femenina debutó el 21 de julio de 1993 ante la selección de Eslovaquia en un partido que ganaron las checas por 6-0. La selección femenina de la República Checa aún no ha participado en una fase final de la Copa del Mundo o de la Eurocopa.